# Tesfaldet Tekie
Tesfaldet Simon Tekie, född 4 juni 1997 i Asmara, är en svensk fotbollsspelare som spelar för Hammarby IF.

## Karriär
Tekie är född i Eritrea. Året han fyllde nio år flyttade han med sin familj till Sverige. Tekies moderklubb är Marieholm BoIK, där han spelade i två år. Som 13-åring gick han över till Gunnilse IS.
I augusti 2013 blev han klar för IFK Norrköping. Under 2014 var han utlånad till IF Sylvia. Han gjorde sin allsvenska debutmatch i premiäromgången mot Örebro SK (1–1), där han byttes in i den 29:e minuten mot skadade Nicklas Bärkroth.
I januari 2017 värvades Tekie av belgiska Gent, där han skrev på ett 3,5-årskontrakt. I december 2017 lånades Tekie ut till Östersunds FK på ett 18 månaders låneavtal.
Den 9 september 2019 värvades Tekie av Fortuna Sittard, där han skrev på ett tvåårskontrakt med option på ytterligare ett år.
Den 9 februari 2023 skrev Tekie på ett fyraårskontrakt med Hammarby IF efter att han brutit kontraktet med Go Ahead Eagles i förtid.

## Meriter

### Klubb
IFK Norrköping
- Allsvenskan: 2015